# L'après-midi porte conseil
L'après-midi porte conseil est une émission de radio animée par Dominique Poirier et diffusée de 13 h à 15 h du lundi au vendredi à partir de 2009 sur les ondes de la Première Chaîne de Radio-Canada. L'émission est retirée des ondes après sa troisième saison en 2011-2012.
Il s'agissait d'une émission de type « service » consacrée à la consommation, à l'environnement, au travail, à la santé et à l'éducation

## Les collaborateurs de l'émission
Saison 2009-2010
- Caroline Allard
- Paul Arsenault
- Dominique Bertrand
- André Boisclair
- Nicole Bordeleau
- Daniel Breton
- Isabelle Craig
- Normand D'Amour
- Anne Darche
- Fabien Déglise
- Jean-Yves Dionne
- Jacques Duval
- Jean-Sébastien Girard
- Stéphanie Grammond
- Denis Henri
- Nathalie Lambert
- Normand Laprise
- Martin Larocque
- Dominique Lévesque
- François Longpré
- Catherine Mathys
- Noémi Mercier
- Frédéric Metz
- Ariane Paré-Legal
- Catherine Richer
- Philippe Santerre
- Mathieu-Robert Sauvé
- Marianna Simeone
- Alain Vadeboncoeur
- Yanick Villedieu

2010-2011
2011-2012
- Luc Belley